# Wildcard (альбом Миранды Ламберт)
| Совокупная оценка | Совокупная оценка |
| Источник          | Оценка            |
| ----------------- | ----------------- |
| Metacritic        | 82/100            |
| Оценки критиков   |                   |
| Источник          | Оценка            |
| Pitchfork         | 7.4/10            |
| Rolling Stone     | [ 1 ]             |
| Slant Magazine    | [ 2 ]             |

Wildcard  — седьмой студийный альбом американской кантри-певицы и автора-исполнителя Миранды Ламберт, изданный 1 ноября 2019 года на лейбле RCA Records Nashville. Диск достиг четвёртого места в американском хит-параде Billboard 200 и первого в UK Country Albums (Великобритания) и Top Country Albums (США).
В 2021 году получил премию «Грэмми» в категории «Лучший кантри-альбом».

## История
Альбом получил положительные отзывы музыкальной критики и интернет-изданий, включая такие, как Rolling Stone, Pitchfork, Slant Magazine. Диск дебютировал на четвёртом месте в американском хит-параде Billboard 200 с тиражом 53 000 альбомных эквивалентных единиц, включая 44 000 копии альбома. Это шестой подряд альбом Ламберт, попавший в лучшую десятку топ-10 в США, включая чарттоппер Platinum (№ 1 в 2014 году).
Также он возглавил кантри-чарт США Top Country Albums. Это произошло в 7-й раз в карьере Ламберт, и теперь она вместе с Кэрри Андервуд и Долли Партон делит третье место по этому показателю среди женщин, уступая лишь Рибе Макинтайр (13) и Лоретте Линн (10). Абсолютный лидер здесь Джордж Стрейт (27 чарттопперов в кантри-чарте). Ранее Ламберт лидировала с дисками Kerosene (2005), Crazy Ex-Girlfriend (2007), Revolution (2009), Four the Record (2011), Platinum (2014) и The Weight of These Wings (2016).

## Награды
На прошедшей 14 марта 2021 года 63-й ежегодной церемонии вручения наград «Грэмми» Wildcard был удостоен премии «Грэмми» в категории «За лучший кантри-альбом». Также был номинирован на премию Country Music Association Awards в категории «Альбом года».

## Список композиций
По данным Rolling Stone.
| №   | Название                                            | Автор(ы)                                           | Длительность |
| --- | --------------------------------------------------- | -------------------------------------------------- | ------------ |
| 1.  | «White Trash»                                       | Миранда Ламберт Luke Dick Натали Хемби Laura Veltz | 3:10         |
| 2.  | «Mess with My Head»                                 | Ламберт Dick Хемби                                 | 2:33         |
| 3.  | «It All Comes Out in the Wash»                      | Ламберт Hillary Lindsey Lori McKenna Liz Rose      | 3:35         |
| 4.  | «Settling Down»                                     | Ламберт Dick Хемби                                 | 3:17         |
| 5.  | «Holy Water»                                        | Ламберт Brent Cobb Mike Harris Scotch Taylor       | 3:14         |
| 6.  | «Way Too Pretty for Prison» (вместе с Марен Моррис) | Ламберт Lindsey McKenna Rose                       | 3:14         |
| 7.  | «Locomotive»                                        | Ламберт Ashley Monroe K.S. Rhoads                  | 3:14         |
| 8.  | «Bluebird»                                          | Ламберт Dick Хемби                                 | 3:30         |
| 9.  | «How Dare You Love»                                 | Ламберт Jamie Kinney Monroe                        | 3:37         |
| 10. | «Fire Escape»                                       | Ламберт Lindsey McKenna Rose                       | 3:49         |
| 11. | «Pretty Bitchin’»                                   | Ламберт Dick Хемби Jon Randall                     | 3:32         |
| 12. | «Tequila Does»                                      | Ламберт Jack Ingram Randall                        | 4:01         |
| 13. | «Track Record»                                      | Ламберт Lindsey McKenna Rose                       | 3:19         |
| 14. | «Dark Bars»                                         | Ламберт Rose                                       | 4:48         |

## Чарты
| Чарт (2019)                              | Высшая позиция |
| ---------------------------------------- | -------------- |
| Австралия (ARIA)                         | 19             |
| Australian Country Albums (ARIA)         | 2              |
| Канада (Canadian Albums Chart)           | 12             |
| Шотландия (Scottish Albums Chart)        | 18             |
| Швейцария (Schweizer Hitparade)          | 92             |
| Великобритания (UK Albums Chart)         | 57             |
| Великобритания (UK Country Albums Chart) | 1              |
| США Billboard 200                        | 4              |
| США (Billboard Top Country Albums)       | 1              |

| Чарт (2019)                         | Позиция |
| ----------------------------------- | ------- |
| США (Top Country Albums, Billboard) | 71      |

| Чарт (2020)                         | Позиция |
| ----------------------------------- | ------- |
| США (Billboard 200)                 | 196     |
| США (Top Country Albums, Billboard) | 16      |

| Чарт (2021)                         | Позиция |
| ----------------------------------- | ------- |
| США (Top Country Albums, Billboard) | 27      |

## Сертификации
| Регион                                                                      | Сертификация | Продажи |
| --------------------------------------------------------------------------- | ------------ | ------- |
| Канада (Music Canada)                                                       | Золотой      | 40 000  |
| США (RIAA)                                                                  | Золотой      | 500 000 |
| Данные о продажах + прослушиваниях приведены только на основе сертификации. |              |         |